# الدوري الموريتاني الممتاز 2010–11
الدوري الموريتاني الممتاز 2010–11 هو موسم من الدوري الموريتاني الممتاز. فاز فيه نادي نواذيبو.